# Oscar för bästa internationella långfilm

Länder som har vunnit priset
Länder som har varit nominerade till priset
USA (tävlar inte om priset)

Detta är en lista över filmer som har tilldelats en Oscar (Academy Award) i kategorin bästa internationella långfilm. Fram till 2005 hade priset namnet "Bästa utländska film" och fram till 2019 "Bästa icke-engelskspråkiga film".
Priset delades ut för första gången 1947. Fram till 1955 nominerades inga filmer utan endast en vinnare valdes ut. Med början 1956 nominerades fem filmer varav en sedan utsågs till vinnare (som avslöjas för allmänheten vid galan). Inget pris utdelades 1953. Alla länder kan skicka högst ett bidrag till akademin, men endast fem nomineras. Bidrag kan vara producerade i flera länder men det är bara ett land som får priset, och den amerikanska filmakademien kräver att de inskickade filmerna har stark anknytning till landet som anmäler filmen. Akademin specificerar inte närmare vilka länder som får anmäla bidrag (endast att varje land, country, får lämna ett bidrag) men territorier som inte varit suveräna stater har haft filmer nominerade (exempelvis Puerto Rico och de palestinska territorierna).
Till skillnad från alla de andra kategorier (förutom bästa animerade film) utses de nominerade och vinnare av en speciell kommitté inom den amerikanska filmakademien och inte genom omröstning bland medlemmarna.
När en film vinner priset så får regissören bakom filmen acceptera priset vid galan och hålla tal men priset går i själva verket till det vinnande landet, så det räknas därför inte som att regissören personligen vunnit priset.

## Vinnare och nominerade

### Specialoscar (1947–1955)
| År                          | Svensk titel        | Originaltitel      | Land               | Regissör         |
| 1947                        |                     |                    |                    |                  |
| --------------------------- | ------------------- | ------------------ | ------------------ | ---------------- |
| 1947                        | Ungdomsfängelset    | Sciuscià (Ragazzi) | Italien            | Vittorio De Sica |
| 1948                        |                     |                    |                    |                  |
| Inferno                     | Monsieur Vincent    | Frankrike          | Maurice Cloche     |                  |
| 1949                        |                     |                    |                    |                  |
| Cykeltjuven                 | Ladri di biciclette | Italien            | Vittorio De Sica   |                  |
| 1950                        |                     |                    |                    |                  |
| Farlig hamn                 | Le mura di Malapaga | Frankrike Italien  | René Clément       |                  |
| 1951                        |                     |                    |                    |                  |
| Demonernas port             | Rashômon            | Japan              | Akira Kurosawa     |                  |
| 1952                        |                     |                    |                    |                  |
| Förbjuden lek               | Jeux interdits      | Frankrike          | René Clément       |                  |
| 1953                        | Inget pris          | Inget pris         | Inget pris         | Inget pris       |
| 1954                        |                     |                    |                    |                  |
| Helvetets port              | Jigokumon           | Japan              | Teinosuke Kinugasa |                  |
| 1955                        |                     |                    |                    |                  |
| Samurai I: Musashi Miyamoto | Miyamoto Musashi    | Japan              | Hiroshi Inagaki    |                  |

### 1950-talet
| År                             | Svensk titel                 | Originaltitel              | Land                  | Regissör         |
| 1956                           |                              |                            |                       |                  |
| ------------------------------ | ---------------------------- | -------------------------- | --------------------- | ---------------- |
| 1956                           | La strada                    | La strada                  | Italien               | Federico Fellini |
| 1956                           | Kuppen i Köpenick            | Der Hauptmann von Köpenick | Västtyskland          | Helmut Käutner   |
| 1956                           | Gervaise                     | Gervaise                   | Frankrike             | René Clément     |
| 1956                           | Biruma no tategoto           | Biruma no tategoto         | Japan                 | Kon Ichikawa     |
| 1956                           | Qivitog - flykting i fjällen | Qivitoq                    | Danmark               | Erik Balling     |
| 1957                           |                              |                            |                       |                  |
| Cabirias nätter                | Le notti di Cabiria          | Italien                    | Federico Fellini      |                  |
| Djävulen kom om natten         | Nachts, wenn der Teufel kam  | Västtyskland               | Robert Siodmak        |                  |
| Drömmarnas gränd               | Porte des Lilas              | Frankrike                  | René Clair            |                  |
| Moder Indien                   | Mother India                 | Indien                     | Mehboob Khan          |                  |
| Nio liv                        | Ni liv                       | Norge                      | Arne Skouen           |                  |
| 1958                           |                              |                            |                       |                  |
| Min onkel                      | Mon oncle                    | Frankrike                  | Jacques Tati          |                  |
| Hjältar                        | Helden                       | Västtyskland               | Franz Peter Wirth     |                  |
| Vedergällning                  | La venganza                  | Spanien                    | Juan Antonio Bardem   |                  |
| The Year Long Road             | La strada lunga un anno      | Jugoslavien                | Giuseppe De Santis    |                  |
| Kvartetten som sprängde        | I soliti ignoti              | Italien                    | Mario Monicelli       |                  |
| 1959                           |                              |                            |                       |                  |
| Orfeu Negro                    | Orfeu negro                  | Frankrike                  | Marcel Camus          |                  |
| Bron                           | Die Brücke                   | Västtyskland               | Bernhard Wicki        |                  |
| Det stora kriget               | La grande guerra             | Italien                    | Mario Monicelli       |                  |
| Paw – pojke mellan två världar | Paw                          | Danmark                    | Astrid Henning-Jensen |                  |
| Byn vid floden                 | Dorp aan de rivier           | Nederländerna              | Fons Rademakers       |                  |

### 1960-talet
| År                                             | Svensk titel                              | Originaltitel   | Land                                         | Regissör              |
| 1960                                           |                                           |                 |                                              |                       |
| ---------------------------------------------- | ----------------------------------------- | --------------- | -------------------------------------------- | --------------------- |
| 1960                                           | Jungfrukällan                             | Jungfrukällan   | Sverige                                      | Ingmar Bergman        |
| 1960                                           | Kapo                                      | Kapò            | Italien                                      | Gillo Pontecorvo      |
| 1960                                           | Sanningen                                 | La vérité       | Frankrike                                    | Henri-Georges Clouzot |
| 1960                                           | Macario                                   | Macario         | Mexiko                                       | Roberto Gavaldón      |
| 1960                                           | Våldet får inte segra                     | Deveti krug     | Jugoslavien                                  | France Štiglic        |
| 1961                                           |                                           |                 |                                              |                       |
| Såsom i en spegel                              | Såsom i en spegel                         | Sverige         | Ingmar Bergman                               |                       |
| Harry och kammartjänaren                       | Harry og kammertjeneren                   | Danmark         | Bent Christensen                             |                       |
| Eien no hito                                   | Eien no hito                              | Japan           | Keisuke Kinoshita                            |                       |
| Ánimas Trujano                                 | Ánimas Trujano (El hombre importante)     | Mexiko          | Ismael Rodríguez                             |                       |
| Placido                                        | Plácido                                   | Spanien         | Luis García Berlanga                         |                       |
| 1962                                           |                                           |                 |                                              |                       |
| Söndagarna med Cybèle                          | Les dimanches de Ville-d'Avray            | Frankrike       | Serge Bourguignon                            |                       |
| Elektra                                        | Electra                                   | Grekland        | Michael Cacoyannis                           |                       |
| Neapel - ockuperad stad                        | Le quattro giornate di Napoli             | Italien         | Nanni Loy                                    |                       |
| Löftet                                         | O Pagador de promessas                    | Brasilien       | Anselmo Duarte                               |                       |
| Tlayucan                                       | Tlayucan                                  | Mexiko          | Luis Alcoriza                                |                       |
| 1963                                           |                                           |                 |                                              |                       |
| 8 ½                                            | 8½                                        | Italien         | Federico Fellini                             |                       |
| Kniven i vattnet                               | Nóz w wodzie                              | Polen           | Roman Polański                               |                       |
| Los Tarantos                                   | Los Tarantos                              | Spanien         | Francisco Rovira Beleta                      |                       |
| Hotell Röda Lanternan - hamnbordellen i Pireus | Ta kokkina fanaria                        | Grekland        | Vasilis Georgiadis                           |                       |
| Koto                                           | Koto                                      | Japan           | Noboru Nakamura                              |                       |
| 1964                                           |                                           |                 |                                              |                       |
| Igår, idag, imorgon                            | Ieri, oggi, domani                        | Italien         | Vittorio De Sica                             |                       |
| Kvarteret Korpen                               | Kvarteret Korpen                          | Sverige         | Bo Widerberg                                 |                       |
| Sallah Shabati                                 | Sallah Shabati                            | Israel          | Ephraim Kishon                               |                       |
| Paraplyerna i Cherbourg                        | Les parapluies de Cherbourg               | Frankrike       | Jacques Demy                                 |                       |
| Kvinnan i sanden                               | Suna no onna                              | Japan           | Hiroshi Teshigahara                          |                       |
| 1965                                           |                                           |                 |                                              |                       |
| Butiken vid Storgatan                          | Obchod na korze                           | Tjeckoslovakien | Ján Kadár & Elmar Klos                       |                       |
| Blood on the Land                              | To homa vaftike kokkino                   | Grekland        | Vasilis Georgiadis                           |                       |
| Käre John                                      | Käre John                                 | Sverige         | Lars-Magnus Lindgren                         |                       |
| Kwaidan                                        | Kaidan                                    | Japan           | Masaki Kobayashi                             |                       |
| Giftas på italienska                           | Matrimonio all' italiana                  | Italien         | Vittorio De Sica                             |                       |
| 1966                                           |                                           |                 |                                              |                       |
| En man och en kvinna                           | Un homme et une femme                     | Frankrike       | Claude Lelouch                               |                       |
| Slaget om Alger                                | La battaglia di Algeri                    | Italien         | Gillo Pontecorvo                             |                       |
| En blondins kärleksaffärer                     | Lásky jedné plavovlásky                   | Tjeckoslovakien | Miloš Forman                                 |                       |
| Faraon                                         | Faraon                                    | Polen           | Jerzy Kawalerowicz                           |                       |
| Tri                                            | Tri                                       | Jugoslavien     | Aleksandar Petrović                          |                       |
| 1967                                           |                                           |                 |                                              |                       |
| Låt tågen gå                                   | Ostře sledované vlaky                     | Tjeckoslovakien | Jiří Menzel                                  |                       |
| El amor brujo                                  | El amor brujo                             | Spanien         | Francisco Rovira Beleta                      |                       |
| Jag har även mött lyckliga zigenare            | Skupljači perja                           | Jugoslavien     | Aleksandar Petrović                          |                       |
| Leva för att leva                              | Vivre pour vivre                          | Frankrike       | Claude Lelouch                               |                       |
| Portrait of Chieko                             | Chieko-sho                                | Japan           | Noboru Nakamura                              |                       |
| 1968                                           |                                           |                 |                                              |                       |
| Krig och fred                                  | Vojna i mir                               | Sovjetunionen   | Sergei Bondarchuk                            |                       |
| Grabbarna på våran gata                        | A Pál-utcai fiúk                          | Ungern          | Zoltán Fábri                                 |                       |
| Det brinner, min sköna                         | Hoří, má panenko!                         | Tjeckoslovakien | Miloš Forman                                 |                       |
| La ragazza con la pistola                      | La ragazza con la pistola                 | Italien         | Mario Monicelli                              |                       |
| Stulna kyssar                                  | Baisers volés                             | Frankrike       | François Truffaut                            |                       |
| 1969                                           |                                           |                 |                                              |                       |
| Z – han lever                                  | Z ou l'anatomie d'un assassinat politique | Algeriet        | Costa-Gavras                                 |                       |
| Ådalen 31                                      | Ådalen 31                                 | Sverige         | Bo Widerberg                                 |                       |
| Slaget vid Neretva                             | Bitka na Neretvi                          | Jugoslavien     | Veljko Bulajić                               |                       |
| Bröderna Karamazov                             | Brat' ja Karamazovy                       | Sovjetunionen   | Kirill Lavrov, Ivan Pyryev & Mikhail Ulyanov |                       |
| Min natt med Maud                              | Ma nuit chez Maud                         | Frankrike       | Éric Rohmer                                  |                       |

### 1970-talet
| År                             | Svensk titel                                            | Originaltitel                                         | Land                                      | Regissör          |
| 1970                           |                                                         |                                                       |                                           |                   |
| ------------------------------ | ------------------------------------------------------- | ----------------------------------------------------- | ----------------------------------------- | ----------------- |
| 1970                           | Undersökning av en medborgare höjd över alla misstankar | Indagine su un cittadino al di sopra di ogni sospetto | Italien                                   | Elio Petri        |
| 1970                           | Erste Liebe                                             | Erste Liebe                                           | Schweiz                                   | Maximilian Schell |
| 1970                           | Hoa Binh                                                | Hoa-Binh                                              | Frankrike                                 | Raoul Coutard     |
| 1970                           | Paix sur les champs                                     | Paix sur les champs                                   | Belgien                                   | Jacques Boigelot  |
| 1970                           | Tristana                                                | Tristana                                              | Spanien                                   | Luis Buñuel       |
| 1971                           |                                                         |                                                       |                                           |                   |
| Den förbjudna trädgården       | Il giardino dei Finzi-Contini                           | Italien                                               | Vittorio De Sica                          |                   |
| Dodes'ka-den                   | Dodesukaden                                             | Japan                                                 | Akira Kurosawa                            |                   |
| Utvandrarna                    | Utvandrarna                                             | Sverige                                               | Jan Troell                                |                   |
| Ha-Shoter Azulai               | Ha-Shoter Azulai                                        | Israel                                                | Ephraim Kishon                            |                   |
| Tjajkovskij                    | Cajkovskij                                              | Sovjetunionen                                         | Igor Talankin                             |                   |
| 1972                           |                                                         |                                                       |                                           |                   |
| Borgarklassens diskreta charm  | Le charme discret de la bourgeoisie                     | Frankrike                                             | Luis Buñuel                               |                   |
| Här är gryningarna stilla      | A zori zdes tichie                                      | Sovjetunionen                                         | Stanislav Rostotsky                       |                   |
| Jag älskar dig Rosa            | Ani ohev otach Rosa                                     | Israel                                                | Moshé Mizrahi                             |                   |
| Mi querida señorita            | Mi querida señorita                                     | Spanien                                               | Jaime de Armiñán                          |                   |
| Nybyggarna                     | Nybyggarna                                              | Sverige                                               | Jan Troell                                |                   |
| 1973                           |                                                         |                                                       |                                           |                   |
| Dag som natt                   | La nuit américaine                                      | Frankrike                                             | François Truffaut                         |                   |
| Ha-Bayit Berechov Chelouche    | Ha-Bayit Berechov Chelouche                             | Israel                                                | Moshé Mizrahi                             |                   |
| Bjudningen                     | L'invitation                                            | Schweiz                                               | Claude Goretta                            |                   |
| Fotgängaren                    | Der Fussgänger                                          | Västtyskland                                          | Maximilian Schell                         |                   |
| Turkisk konfekt                | Turks fruit                                             | Nederländerna                                         | Paul Verhoeven                            |                   |
| 1974                           |                                                         |                                                       |                                           |                   |
| Fellini Amarcord               | Amarcord                                                | Italien                                               | Federico Fellini                          |                   |
| Macskajatek                    | Macskajatek                                             | Ungern                                                | Károly Makk                               |                   |
| Potop                          | Potop                                                   | Polen                                                 | Jerzy Hoffman                             |                   |
| Lacombe Lucien                 | Lacombe, Lucien                                         | Frankrike                                             | Louis Malle                               |                   |
| La tregua                      | La tregua                                               | Argentina                                             | Sergio Renán                              |                   |
| 1975                           |                                                         |                                                       |                                           |                   |
| Vägvisaren                     | Dersu Uzala                                             | Sovjetunionen                                         | Akira Kurosawa                            |                   |
| Actas de Marusia               | Actas de Marusia                                        | Mexiko                                                | Miguel Littín                             |                   |
| Det förlovade landet           | Ziemia obiecana                                         | Polen                                                 | Andrzej Wajda                             |                   |
| Sandakan hachibanshokan bohkyo | Sandakan hachibanshokan bohkyo                          | Japan                                                 | Kei Kumai                                 |                   |
| Profumo di donna               | Profumo di donna                                        | Italien                                               | Dino Risi                                 |                   |
| 1976                           |                                                         |                                                       |                                           |                   |
| Seger under sång               | La victoire en chantant                                 | Elfenbenskusten                                       | Jean-Jacques Annaud                       |                   |
| Cousin, cousine                | Cousin, cousine                                         | Frankrike                                             | Jean-Charles Tacchella                    |                   |
| Jakob der Lügner               | Jakob der Lügner                                        | Östtyskland                                           | Frank Beyer                               |                   |
| Noce i dnie                    | Noce i dnie                                             | Polen                                                 | Jerzy Antczak                             |                   |
| Mannen som köpte sitt liv      | Pasqualino Settebellezze                                | Italien                                               | Lina Wertmüller                           |                   |
| 1977                           |                                                         |                                                       |                                           |                   |
| Madame Rosa                    | La vie devant soi                                       | Frankrike                                             | Moshé Mizrahi                             |                   |
| Iphigenia                      | Ifigeneia                                               | Grekland                                              | Michael Cacoyannis                        |                   |
| Operation Thunderbolt          | Mivtsa Yonatan                                          | Israel                                                | Menahem Golan                             |                   |
| En alldeles särskild dag       | Una giornata particolare                                | Italien                                               | Ettore Scola                              |                   |
| Begärets dunkla mål            | Cet obscur objet du désir                               | Spanien                                               | Luis Buñuel                               |                   |
| 1978                           |                                                         |                                                       |                                           |                   |
| Préparez vos mouchoirs         | Préparez vos mouchoirs                                  | Frankrike                                             | Bertrand Blier                            |                   |
| Die gläserne Zelle             | Die gläserne Zelle                                      | Västtyskland                                          | Hans W. Geißendörfer                      |                   |
| Magyarok                       | Magyarok                                                | Ungern                                                | Zoltán Fábri                              |                   |
| I nuovi mostri                 | I nuovi mostri                                          | Italien                                               | Mario Monicelli, Dino Risi & Ettore Scola |                   |
| Belyy Bim - Chyornoe ukho      | Belyy Bim - Chyornoe ukho                               | Sovjetunionen                                         | Stanislav Rostotsky                       |                   |
| 1979                           |                                                         |                                                       |                                           |                   |
| Blecktrumman                   | Die Blechtrommel                                        | Västtyskland                                          | Volker Schlöndorff                        |                   |
| Fröknarna från Wilko           | Panny z Wilka                                           | Polen                                                 | Andrzej Wajda                             |                   |
| Mama cumple cien años          | Mama cumple cien años                                   | Spanien                                               | Carlos Saura                              |                   |
| Une histoire simple            | Une histoire simple                                     | Frankrike                                             | Claude Sautet                             |                   |
| Dimenticare Venezia            | Dimenticare Venezia                                     | Italien                                               | Franco Brusati                            |                   |

### 1980-talet
| År                                      | Svensk titel                             | Originaltitel          | Land                          | Regissör          |
| 1980                                    |                                          |                        |                               |                   |
| --------------------------------------- | ---------------------------------------- | ---------------------- | ----------------------------- | ----------------- |
| 1980                                    | Moskva tror inte på tårar                | Moskva slezam ne verit | Sovjetunionen                 | Vladimir Menshov  |
| 1980                                    | Fullständigt förtroende                  | Bizalom                | Ungern                        | István Szabó      |
| 1980                                    | Kagemusha – spökgeneralen                | Kagemusha              | Japan                         | Akira Kurosawa    |
| 1980                                    | Sista tåget                              | Le dernier métro       | Frankrike                     | François Truffaut |
| 1980                                    | El nido                                  | El nido                | Spanien                       | Jaime de Armiñán  |
| 1981                                    |                                          |                        |                               |                   |
| Mephisto                                | Mephisto                                 | Ungern                 | István Szabó                  |                   |
| Livbåten är full                        | Das Boot ist voll                        | Schweiz                | Markus Imhoof                 |                   |
| Järnmannen                              | Człowiek z żelaza                        | Polen                  | Andrzej Wajda                 |                   |
| Den orena floden                        | Doro no kawa                             | Japan                  | Kōhei Oguri                   |                   |
| Tre bröder                              | Tre fratelli                             | Italien                | Francesco Rosi                |                   |
| 1982                                    |                                          |                        |                               |                   |
| Volver a empezar                        | Volver a empezar                         | Spanien                | José Luis Garci               |                   |
| Alsino, pojken som ville flyga          | Alsino y el cóndor                       | Nicaragua              | Miguel Littín                 |                   |
| Coup de torchon                         | Coup de torchon                          | Frankrike              | Bertrand Tavernier            |                   |
| Ingenjör Andrées luftfärd               | Ingenjör Andrées luftfärd                | Sverige                | Jan Troell                    |                   |
| Chastnaya zhizn                         | Chastnaya zhizn                          | Sovjetunionen          | Yuli Raizman                  |                   |
| 1983                                    |                                          |                        |                               |                   |
| Fanny och Alexander                     | Fanny och Alexander                      | Sverige                | Ingmar Bergman                |                   |
| Carmen Carmen                           | Carmen                                   | Spanien                | Carlos Saura                  |                   |
| Franska väninnor                        | Coup de foudre                           | Frankrike              | Diane Kurys                   |                   |
| Jób lázadása                            | Jób lázadása                             | Ungern                 | Imre Gyöngyössy & Barna Kabay |                   |
| I afton dans                            | Ballando ballando                        | Algeriet               | Ettore Scola                  |                   |
| 1984                                    |                                          |                        |                               |                   |
| La diagonale du fou                     | La diagonale du fou                      | Schweiz                | Richard Dembo                 |                   |
| Bakom murarna                           | Me'achorei ha'soragim                    | Israel                 | Uri Barbash                   |                   |
| Camila                                  | Camila                                   | Argentina              | María Luisa Bemberg           |                   |
| Sesión continua                         | Sesión continua                          | Spanien                | José Luis Garci               |                   |
| Voenno-polevoy roman                    | Voenno-polevoy roman                     | Sovjetunionen          | Pyotr Todorovsky              |                   |
| 1985                                    |                                          |                        |                               |                   |
| De försvunnas barn                      | La historia oficial                      | Argentina              | Luis Puenzo                   |                   |
| Bitter skörd                            | Bittere Ernte                            | Västtyskland           | Agnieszka Holland             |                   |
| Överste Redl                            | Redl ezredes                             | Ungern                 | István Szabó                  |                   |
| Ungkarlsbabyn                           | 3 hommes et un couffin                   | Frankrike              | Coline Serreau                |                   |
| När pappa var borta på affärsresa       | Otac na sluzbenom putu                   | Jugoslavien            | Emir Kusturica                |                   |
| 1986                                    |                                          |                        |                               |                   |
| De aanslag                              | De aanslag                               | Nederländerna          | Fons Rademakers               |                   |
| Betty Blue - 37,2 grader på morgonen    | 37°2 le matin                            | Frankrike              | Jean-Jacques Beineix          |                   |
| Det amerikanska imperiets fall          | Le déclin de l'empire américain          | Kanada                 | Denys Arcand                  |                   |
| Min lilla by                            | Vesničko má středisková                  | Tjeckoslovakien        | Jiří Menzel                   |                   |
| "38"                                    | '38                                      | Österrike              | Wolfgang Glück                |                   |
| 1987                                    |                                          |                        |                               |                   |
| Babettes gästabud                       | Babettes gæstebud                        | Danmark                | Gabriel Axel                  |                   |
| Vi ses igen barn                        | Au revoir les enfants                    | Frankrike              | Louis Malle                   |                   |
| Asignatura aprobada                     | Asignatura aprobada                      | Spanien                | José Luis Garci               |                   |
| Familjen                                | La famiglia                              | Italien                | Ettore Scola                  |                   |
| Vägvisaren                              | Veiviseren                               | Norge                  | Nils Gaup                     |                   |
| 1988                                    |                                          |                        |                               |                   |
| Pelle Erövraren                         | Pelle Erobreren                          | Danmark                | Bille August                  |                   |
| Hanussen                                | Hanussen                                 | Ungern                 | István Szabó                  |                   |
| Musikens mästare                        | Le maître de musique                     | Belgien                | Gérard Corbiau                |                   |
| Salaam Bombay!                          | Salaam Bombay!                           | Indien                 | Mira Nair                     |                   |
| Kvinnor på gränsen till nervsammanbrott | Mujeres al borde de un ataque de nervios | Spanien                | Pedro Almodóvar               |                   |
| 1989                                    |                                          |                        |                               |                   |
| Cinema Paradiso                         | Nuovo Cinema Paradiso                    | Italien                | Giuseppe Tornatore            |                   |
| Camille Claudel                         | Camille Claudel                          | Frankrike              | Bruno Nuytten                 |                   |
| Jesus från Montreal                     | Jésus de Montréal                        | Kanada                 | Denys Arcand                  |                   |
| Dansen med Regitze                      | Dansen med Regitze                       | Danmark                | Kaspar Rostrup                |                   |
| Lo que le Pasó a Santiago               | Lo que le Pasó a Santiago                | Puerto Rico            | Jacobo Morales                |                   |

### 1990-talet
| År                      | Svensk titel                             | Originaltitel            | Land                                     | Regissör                     |
| 1990                    |                                          |                          |                                          |                              |
| ----------------------- | ---------------------------------------- | ------------------------ | ---------------------------------------- | ---------------------------- |
| 1990                    | Resan till hoppet                        | Reise der Hoffnung       | Schweiz                                  | Xavier Koller                |
| 1990                    | Cyrano de Bergerac                       | Cyrano de Bergerac       | Frankrike                                | Jean-Paul Rappeneau          |
| 1990                    | Ju Dou - förbjuden kärlek                | Ju Dou                   | Kina                                     | Zhang Yimou & Yang Fengliang |
| 1990                    | Den förskräckliga flickan                | Das schreckliche Mädchen | Tyskland                                 | Michael Verhoeven            |
| 1990                    | Öppna dörrar                             | Porte aperte             | Italien                                  | Gianni Amelio                |
| 1991                    |                                          |                          |                                          |                              |
| Jag älskar soldater     | Mediterraneo                             | Italien                  | Gabriele Salvatores                      |                              |
| Naturens barn           | Börn náttúrunnar                         | Island                   | Friðrik Þór Friðriksson                  |                              |
| Älskade magister        | Obecná skola                             | Tjeckoslovakien          | Jan Sverák                               |                              |
| Oxen                    | Oxen                                     | Sverige                  | Sven Nykvist                             |                              |
| Den röda lyktan         | Da hong deng long gao gao gua            | Hongkong                 | Zhang Yimou                              |                              |
| 1992                    |                                          |                          |                                          |                              |
| Indochine               | Indochine                                | Frankrike                | Régis Wargnier                           |                              |
| Urga - kärlekens tecken | Urga                                     | Ryssland                 | Nikita Mikhalkov                         |                              |
| Daens                   | Daens                                    | Belgien                  | Stijn Coninx                             |                              |
| Någonstans på jorden    | Un lugar en el mundo                     | Uruguay                  | Adolfo Aristarain                        |                              |
| Schtonk!                | Schtonk!                                 | Tyskland                 | Helmut Dietl                             |                              |
| 1993                    |                                          |                          |                                          |                              |
| Belle époque            | Belle époque                             | Spanien                  | Fernando Trueba                          |                              |
| Farväl, min konkubin    | Bawang bie ji                            | Hongkong                 | Chen Kaige                               |                              |
| Hedd Wyn                | Hedd Wyn                                 | Storbritannien           | Paul Turner                              |                              |
| Doften av grön papaya   | L'odeur de la papaye verte               | Vietnam                  | Tran Anh Hung                            |                              |
| Bröllopsfesten          | Hsi yen                                  | Taiwan                   | Ang Lee                                  |                              |
| 1994                    |                                          |                          |                                          |                              |
| Brända av solen         | Utomlënnye solncem                       | Ryssland                 | Nikita Mikhalkov                         |                              |
| Innan regnet faller     | Pred dozhdot                             | Makedonien               | Milčo Mančevski                          |                              |
| Mat, dryck, man, kvinna | Yin shi nan nü                           | Taiwan                   | Ang Lee                                  |                              |
| Farinelli               | Farinelli - il castrato                  | Belgien                  | Gérard Corbiau                           |                              |
| Jordgubbar och choklad  | Fresa y chocolate                        | Kuba                     | Tomás Gutiérrez Alea & Juan Carlos Tabío |                              |
| 1995                    |                                          |                          |                                          |                              |
| Antonias värld          | Antonia                                  | Nederländerna            | Marleen Gorris                           |                              |
| Lust och fägring stor   | Lust och fägring stor                    | Sverige                  | Bo Widerberg                             |                              |
| Dust of Life            | Poussières de vie                        | Algeriet                 | Rachid Bouchareb                         |                              |
| O Quatrilho             | O Quatrilho                              | Brasilien                | Fábio Barreto                            |                              |
| Stjärnornas man         | L'uomo delle stelle                      | Italien                  | Giuseppe Tornatore                       |                              |
| 1996                    |                                          |                          |                                          |                              |
| Kolya                   | Kolja                                    | Tjeckien                 | Jan Sverák                               |                              |
| A Chef in Love          | Shekvarebuli kulinaris ataserti retsepti | Georgien                 | Nana Dzhordzhadze                        |                              |
| Söndagsänglar           | Søndagsengler                            | Norge                    | Berit Nesheim                            |                              |
| Bergens fånge           | Kavkazskij plennik                       | Ryssland                 | Sergei Bodrov                            |                              |
| Löjets skimmer          | Ridicule                                 | Frankrike                | Patrice Leconte                          |                              |
| 1997                    |                                          |                          |                                          |                              |
| Karaktären              | Karakter                                 | Nederländerna            | Mike van Diem                            |                              |
| Bortom tystnaden        | Jenseits der Stille                      | Tyskland                 | Caroline Link                            |                              |
| Fyra dagar i september  | O que é isso companheiro?                | Brasilien                | Bruno Barreto                            |                              |
| Hjärtats hemligheter    | Secretos del corazón                     | Spanien                  | Montxo Armendáriz                        |                              |
| Ryska tjuven            | Vor                                      | Ryssland                 | Pavel Chukhraj                           |                              |
| 1998                    |                                          |                          |                                          |                              |
| Livet är underbart      | La vita è bella                          | Italien                  | Roberto Benigni                          |                              |
| Central do Brasil       | Central do Brasil                        | Brasilien                | Walter Salles                            |                              |
| Himlens barn            | Bacheha-Ye aseman                        | Iran                     | Majid Majidi                             |                              |
| The Grandfather         | El abuelo                                | Spanien                  | José Luis Garci                          |                              |
| Tango                   | Tango, no me dejes nunca                 | Argentina                | Carlos Saura                             |                              |
| 1999                    |                                          |                          |                                          |                              |
| Allt om min mamma       | Todo sobre mi madre                      | Spanien                  | Pedro Almodóvar                          |                              |
| Himalaya                | Himalaya - l'enfance d'un chef           | Nepal                    | Eric Valli                               |                              |
| Väst-öst                | Est - Ouest                              | Frankrike                | Régis Wargnier                           |                              |
| Solomon and Gaenor      | Solomon a Gaenor                         | Storbritannien           | Paul Morrison                            |                              |
| Under solen             | Under solen                              | Sverige                  | Colin Nutley                             |                              |

### 2000-talet
| År                               | Svensk titel                        | Originaltitel           | Land                             | Regissör                    |
| 2000                             |                                     |                         |                                  |                             |
| -------------------------------- | ----------------------------------- | ----------------------- | -------------------------------- | --------------------------- |
| 2000                             | Crouching Tiger, Hidden Dragon      | Wu hu zang long         | Taiwan                           | Ang Lee                     |
| 2000                             | Amores Perros - Älskade hundar      | Amores perros           | Mexiko                           | Alejandro González Iñárritu |
| 2000                             | Divided We Fall                     | Musíme si pomáhat       | Tjeckien                         | Jan Hřebejk                 |
| 2000                             | Everybody Famous!                   | Iedereen beroemd!       | Belgien                          | Dominique Deruddere         |
| 2000                             | I andras ögon                       | Le goût des autres      | Frankrike                        | Agnès Jaoui                 |
| 2001                             |                                     |                         |                                  |                             |
| Ingenmansland                    | Ničija zemlja                       | Bosnien och Hercegovina | Danis Tanović                    |                             |
| Amelie från Montmartre           | Le fabuleux destin d'Amélie Poulain | Frankrike               | Jean-Pierre Jeunet               |                             |
| Elling                           | Elling                              | Norge                   | Petter Næss                      |                             |
| Lagaan                           | Lagaan                              | Indien                  | Ashutosh Gowariker               |                             |
| Brudens son                      | El hijo de la novia                 | Argentina               | Juan J. Campanella               |                             |
| 2002                             |                                     |                         |                                  |                             |
| Ingenstans i Afrika              | Nirgendwo in Afrika                 | Tyskland                | Caroline Link                    |                             |
| Fader Amaros synder              | El crimen del padre Amaro           | Mexiko                  | Carlos Carrera                   |                             |
| Hero                             | Ying xiong                          | Kina                    | Zhang Yimou                      |                             |
| Mannen utan minne                | Mies vailla menneisyyttä            | Finland                 | Aki Kaurismäki                   |                             |
| Zus & Zo                         | Zus & Zo                            | Nederländerna           | Paula van der Oest               |                             |
| 2003                             |                                     |                         |                                  |                             |
| De barbariska invasionerna       | Les invasions barbares              | Kanada                  | Denys Arcand                     |                             |
| Ondskan                          | Ondskan                             | Sverige                 | Mikael Håfström                  |                             |
| The Twilight Samurai             | Tasogare Seibei                     | Japan                   | Yoji Yamada                      |                             |
| Tvillingsystrar                  | De tweeling                         | Nederländerna           | Ben Sombogaart                   |                             |
| Želary                           | Želary                              | Tjeckien                | Ondřej Trojan                    |                             |
| 2004                             |                                     |                         |                                  |                             |
| Gråta med ett leende             | Mar adentro                         | Spanien                 | Alejandro Amenábar               |                             |
| Så som i himmelen                | Så som i himmelen                   | Sverige                 | Kay Pollak                       |                             |
| Gosskören                        | Les choristes                       | Frankrike               | Christophe Barratier             |                             |
| Undergången                      | Der Untergang                       | Tyskland                | Oliver Hirschbiegel              |                             |
| Yesterday                        | Yesterday                           | Sydafrika               | Darrell Roodt                    |                             |
| 2005                             |                                     |                         |                                  |                             |
| Tsotsi                           | Tsotsi                              | Sydafrika               | Gavin Hood                       |                             |
| La bestia nel cuore              | La bestia nel cuore                 | Italien                 | Cristina Comencini               |                             |
| Fiendeland: En dag utan krig     | Joyeux Noël                         | Frankrike               | Christian Carion                 |                             |
| Paradise Now                     | Paradise Now                        | Palestina               | Hany Abu-Assad                   |                             |
| Sophie Scholl – De sista dagarna | Sophie Scholl - die letzten Tage    | Tyskland                | Marc Rothemund                   |                             |
| 2006                             |                                     |                         |                                  |                             |
| De andras liv                    | Das Leben der Anderen               | Tyskland                | Florian Henckel von Donnersmarck |                             |
| Efter bröllopet                  | Efter brylluppet                    | Danmark                 | Susanne Bier                     |                             |
| Infödd soldat                    | Indigènes                           | Algeriet                | Rachid Bouchareb                 |                             |
| Pans labyrint                    | El laberinto del fauno              | Mexiko                  | Guillermo del Toro               |                             |
| Water                            | Water                               | Kanada                  | Deepa Mehta                      |                             |
| 2007                             |                                     |                         |                                  |                             |
| Falskmyntarna                    | Die Fälscher                        | Österrike               | Stefan Ruzowitzky                |                             |
| 12                               | 12                                  | Ryssland                | Nikita Michalkov                 |                             |
| Beaufort                         | Beaufort                            | Israel                  | Joseph Cedar                     |                             |
| Katyn                            | Katyń                               | Polen                   | Andrzej Wajda                    |                             |
| Mongol                           | Mongol                              | Kazakstan               | Sergei Bodrov                    |                             |
| 2008                             |                                     |                         |                                  |                             |
| Avsked                           | Okuribito                           | Japan                   | Yojiro Takita                    |                             |
| Der Baader Meinhof Komplex       | Der Baader Meinhof Komplex          | Tyskland                | Uli Edel                         |                             |
| Mellan väggarna                  | Entre les murs                      | Frankrike               | Laurent Cantet                   |                             |
| Revanche                         | Revanche                            | Österrike               | Götz Spielmann                   |                             |
| Waltz with Bashir                | Vals im Bashir                      | Israel                  | Ari Folman                       |                             |
| 2009                             |                                     |                         |                                  |                             |
| Hemligheten i deras ögon         | El secreto de sus ojos              | Argentina               | Juan José Campanella             |                             |
| Ajami                            | Ajami                               | Israel                  | Scandar Copti & Yaron Shani      |                             |
| Faustas pärlor                   | La teta asustada                    | Peru                    | Claudia Llosa                    |                             |
| En profet                        | Un prophète                         | Frankrike               | Jacques Audiard                  |                             |
| Det vita bandet                  | Das weiße Band                      | Tyskland                | Michael Haneke                   |                             |

### 2010-talet
| År                              | Svensk titel                | Originaltitel               | Land                             | Regissör                              |
| 2010                            |                             |                             |                                  |                                       |
| ------------------------------- | --------------------------- | --------------------------- | -------------------------------- | ------------------------------------- |
| 2010                            | Hämnden                     | Hævnen                      | Danmark                          | Susanne Bier                          |
| 2010                            | Biutiful                    | Biutiful                    | Mexiko                           | Alejandro González Iñárritu           |
| 2010                            | Dogtooth                    | Kynodontas                  | Grekland                         | Yorgos Lanthimos                      |
| 2010                            | Nawals hemlighet            | Incendies                   | Kanada                           | Denis Villeneuve                      |
| 2010                            | Outside the Law             | Hors-la-loi                 | Algeriet                         | Rachid Bouchareb                      |
| 2011                            |                             |                             |                                  |                                       |
| Nader och Simin - En separation | Jodaeiye Nader az Simin     | Iran                        | Asghar Farhadi                   |                                       |
| Bullhead                        | Rundskop                    | Belgien                     | Michael R. Roskam                |                                       |
| Fotnot                          | Hearat Shulayim             | Israel                      | Joseph Cedar                     |                                       |
| In Darkness                     | W ciemności                 | Polen                       | Agnieszka Holland                |                                       |
| Monsieur Lazhar                 | Monsieur Lazhar             | Kanada                      | Philippe Falardeau               |                                       |
| 2012                            |                             |                             |                                  |                                       |
| Amour                           | Amour                       | Österrike                   | Michael Haneke                   |                                       |
| Kon-Tiki                        | Kon-Tiki                    | Norge                       | Joachim Rønning & Espen Sandberg |                                       |
| No                              | No                          | Chile                       | Pablo Larraín                    |                                       |
| A Royal Affair                  | En kongelig affære          | Danmark                     | Nikolaj Arcel                    |                                       |
| Krigets barn                    | Rebelle                     | Kanada                      | Kim Nguyen                       |                                       |
| 2013                            |                             |                             |                                  |                                       |
| Den stora skönheten             | La grande bellezza          | Italien                     | Paolo Sorrentino                 |                                       |
| The Broken Circle Breakdown     | The Broken Circle Breakdown | Belgien                     | Felix Van Groeningen             |                                       |
| Jakten                          | Jagten                      | Danmark                     | Thomas Vinterberg                |                                       |
| L'Image manquante               | L'image manquante           | Kambodja                    | Rithy Panh                       |                                       |
| Muren                           | Omar                        | Palestina                   | Hany Abu-Assad                   |                                       |
| 2014                            |                             |                             |                                  |                                       |
| Ida                             | Ida                         | Polen                       | Paweł Pawlikowski                |                                       |
| Leviatan                        | Leviafan                    | Ryssland                    | Andrej Zvjagintsev               |                                       |
| Mandarinodlaren                 | Mandariinid                 | Estland                     | Zaza Urushadze                   |                                       |
| Wild Tales                      | Relatos salvajes            | Argentina                   | Damián Szifrón                   |                                       |
| Timbuktu                        | Timbuktu                    | Mauretanien                 | Abderrahmane Sissako             |                                       |
| 2015                            |                             |                             |                                  |                                       |
| Sauls son                       | Saul fia                    | Ungern                      | László Nemes                     |                                       |
| Kriget                          | Krigen                      | Danmark                     | Tobias Lindholm                  |                                       |
| El abrazo de la serpiente       | El abrazo de la serpiente   | Colombia                    | Ciro Guerra                      |                                       |
| Mustang                         | Mustang                     | Frankrike                   | Deniz Gamze Ergüven              |                                       |
| Theeb                           | Theeb                       | Jordanien                   | Naji Abu Nowar                   |                                       |
| 2016 (89:e)                     |                             |                             |                                  |                                       |
| The Salesman                    | فروشنده (Forushande)        | Iran                        | Asghar Farhadi                   |                                       |
| Tanna                           | Tanna                       | Australien                  | Martin Butler och Bentley Dean   |                                       |
| Under sanden                    | Under sandet                | Danmark                     | Martin Zandvliet                 |                                       |
| En man som heter Ove            | En man som heter Ove        | Sverige                     | Hannes Holm                      |                                       |
| Min pappa Toni Erdmann          | Toni Erdmann                | Tyskland                    | Maren Ade                        |                                       |
| 2017 (90:e)                     | En fantastisk kvinna        | Una mujer fantástica        | Chile                            | Sebastián Lelio                       |
| 2017 (90:e)                     | Förolämpningen              | قضية رقم ٢٣ (L'insulte)     | Libanon                          | Ziad Doueiri                          |
| 2017 (90:e)                     | Saknaden                    | Нелюбовь (Neljubov)         | Ryssland                         | Andrej Zvjagintsev                    |
| 2017 (90:e)                     | Om själ och kropp           | Testről és lélekről         | Ungern                           | Ildikó Enyedi                         |
| 2017 (90:e)                     | The Square                  | The Square                  | Sverige                          | Ruben Östlund                         |
| 2018 (91:a)                     | Roma                        | Roma                        | Mexiko                           | Alfonso Cuarón                        |
| 2018 (91:a)                     | Cold War                    | Zimna wojna                 | Polen                            | Paweł Pawlikowski                     |
| 2018 (91:a)                     | Kapernaum                   | کفرناحوم (Capharnaüm)       | Libanon                          | Nadine Labaki                         |
| 2018 (91:a)                     | Never Look Away             | Werk ohne Autor             | Tyskland                         | Florian Henckel von Donnersmarck      |
| 2018 (91:a)                     | Shoplifters                 | 万引き家族 (Manbiki Kazoku) | Japan                            | Hirokazu Kore-eda                     |
| 2019 (92:a)                     | Parasit                     | Gisaengchung (기생충)       | Sydkorea                         | Bong Joon-ho                          |
| 2019 (92:a)                     | Corpus Christi              | Boże Ciało                  | Polen                            | Jan Komasa                            |
| 2019 (92:a)                     | Honeyland                   | Honeyland                   | Nordmakedonien                   | Tamara Kotevska och Ljubomir Stefanov |
| 2019 (92:a)                     | Les Misérables              | Les Misérables              | Frankrike                        | Ladj Ly                               |
| 2019 (92:a)                     | Smärta och ära              | Dolor y gloria              | Spanien                          | Pedro Almodóvar                       |

### 2020-talet
| År             | Svensk titel               | Originaltitel             | Land                    | Regissör              |
| 2020/21 (93:e) |                            |                           |                         |                       |
| -------------- | -------------------------- | ------------------------- | ----------------------- | --------------------- |
| 2020/21 (93:e) | En runda till              | Druk                      | Danmark                 | Thomas Vinterberg     |
| 2020/21 (93:e) | Better Days                | Shàonián dě nǐ (少年的你) | Hongkong                | Derek Tsang           |
| 2020/21 (93:e) | Collective                 | Colectiv                  | Rumänien                | Alexander Nanau       |
| 2020/21 (93:e) | The Man Who Sold His Skin  | The Man Who Sold His Skin | Tunisien                | Kaouther Ben Hania    |
| 2020/21 (93:e) | Quo Vadis, Aida?           | Quo Vadis, Aida?          | Bosnien och Hercegovina | Jasmila Žbanić        |
| 2021 (94:e)    | Drive My Car               | Doraibu Mai Kā            | Japan                   | Ryusuke Hamaguchi     |
| 2021 (94:e)    | Flykt                      | Flugt                     | Danmark                 | Jonas Poher Rasmussen |
| 2021 (94:e)    | The Hand of God            | È stata la mano di Dio    | Italien                 | Paolo Sorrentino      |
| 2021 (94:e)    | Skolan vid världens ände   | Lunana                    | Bhutan                  | Pawo Choyning Dorji   |
| 2021 (94:e)    | Världens värsta människa   | Verdens verste menneske   | Norge                   | Joachim Trier         |
| 2022 (95:e)    | På västfronten intet nytt  | Im Westen nichts Neues    | Tyskland                | Edward Berger         |
| 2022 (95:e)    | Argentina, 1985            | Argentina, 1985           | Argentina               | Santiago Mitre        |
| 2022 (95:e)    | Close                      | Close                     | Belgien                 | Lukas Dhont           |
| 2022 (95:e)    | EO                         | IO                        | Polen                   | Jerzy Skolimowski     |
| 2022 (95:e)    | Den tysta flickan          | An Cailín Ciúin           | Irland                  | Colm Bairéad          |
| 2023 (96:e)    | The Zone of Interest       | The Zone of Interest      | Storbritannien          | Jonathan Glazer       |
| 2023 (96:e)    | Kaptenen                   | Io Capitano               | Italien                 | Matteo Garrone        |
| 2023 (96:e)    | Lärarrummet                | Das Lehrerzimmer          | Tyskland                | İlker Çatak           |
| 2023 (96:e)    | Perfect Days               | Perfect Days              | Japan                   | Wim Wenders           |
| 2023 (96:e)    | Snöns brödraskap           | La sociedad de la nieve   | Spanien                 | Juan Antonio Bayona   |
| 2024 (97:e)    | I'm Still Here             | Ainda Estou Aqui          | Brasilien               | Walter Salles         |
| 2024 (97:e)    | Emilia Pérez               | Emilia Pérez              | Frankrike               | Jacques Audiard       |
| 2024 (97:e)    | Flow                       | Straume                   | Lettland                | Gints Zilbalodis      |
| 2024 (97:e)    | Flickan med nålen          | Pigen med nålen           | Danmark                 | Magnus von Horn       |
| 2024 (97:e)    | Det heliga trädets frukter | Dāne-ye anjīr-e ma'ābed   | Tyskland                | Mohammad Rasoulof     |

## Statistik
| Land                    | Vinster | Nomineringar | Bidrag |
| ----------------------- | ------- | ------------ | ------ |
| Italien                 | 14      | 33           | 71     |
| Frankrike               | 12      | 42           | 72     |
| Japan                   | 5       | 18           | 71     |
| Spanien                 | 4       | 21           | 67     |
| Danmark                 | 4       | 15           | 62     |
| Sverige                 | 3       | 16           | 64     |
| Tyskland                | 3       | 14           | 34     |
| Sovjetunionen           | 3       | 9            | 24     |
| Nederländerna           | 3       | 7            | 57     |
| Ungern                  | 2       | 10           | 60     |
| Argentina               | 2       | 8            | 51     |
| Tjeckoslovakien         | 2       | 6            | 23     |
| Schweiz                 | 2       | 5            | 52     |
| Österrike               | 2       | 4            | 48     |
| Iran                    | 2       | 3            | 30     |
| Polen                   | 1       | 13           | 56     |
| Mexiko                  | 1       | 9            | 57     |
| Västtyskland            | 1       | 8            | 31     |
| Kanada                  | 1       | 7            | 50     |
| Ryssland                | 1       | 7            | 29     |
| Brasilien               | 1       | 5            | 54     |
| Algeriet                | 1       | 5            | 26     |
| Taiwan                  | 1       | 3            | 50     |
| Tjeckien                | 1       | 3            | 31     |
| Storbritannien          | 1       | 3            | 21     |
| Chile                   | 1       | 2            | 29     |
| Bosnien och Hercegovina | 1       | 2            | 24     |
| Sydafrika               | 1       | 2            | 19     |
| Sydkorea                | 1       | 1            | 37     |
| Elfenbenskusten         | 1       | 1            | 3      |
| Israel                  | 0       | 10           | 57     |
| Belgien                 | 0       | 8            | 49     |
| Norge                   | 0       | 6            | 46     |
| Jugoslavien             | 0       | 6            | 29     |
| Grekland                | 0       | 5            | 44     |
| Indien                  | 0       | 3            | 57     |
| Hongkong                | 0       | 3            | 43     |
| Kina                    | 0       | 2            | 38     |
| Libanon                 | 0       | 2            | 20     |
| Makedonien              | 0       | 2            | 20     |
| Palestina               | 0       | 2            | 17     |
| Island                  | 0       | 1            | 45     |
| Rumänien                | 0       | 1            | 40     |
| Finland                 | 0       | 1            | 38     |
| Colombia                | 0       | 1            | 33     |
| Peru                    | 0       | 1            | 31     |
| Uruguay                 | 0       | 1            | 24     |
| Kuba                    | 0       | 1            | 23     |
| Georgien                | 0       | 1            | 23     |
| Estland                 | 0       | 1            | 22     |
| Vietnam                 | 0       | 1            | 21     |
| Kazakstan               | 0       | 1            | 18     |
| Lettland                | 0       | 1            | 16     |
| Australien              | 0       | 1            | 16     |
| Nepal                   | 0       | 1            | 14     |
| Puerto Rico             | 0       | 1            | 12     |
| Kambodja                | 0       | 1            | 12     |
| Tunisien                | 0       | 1            | 11     |
| Irland                  | 0       | 1            | 11     |
| Jordanien               | 0       | 1            | 8      |
| Östtyskland             | 0       | 1            | 5      |
| Nicaragua               | 0       | 1            | 3      |
| Bhutan                  | 0       | 1            | 3      |
| Mauretanien             | 0       | 1            | 1      |
| Portugal                | 0       | 0            | 41     |
| Egypten                 | 0       | 0            | 38     |
| Filippinerna            | 0       | 0            | 35     |
| Bulgarien               | 0       | 0            | 35     |
| Venezuela               | 0       | 0            | 34     |
| Kroatien                | 0       | 0            | 34     |
| Turkiet                 | 0       | 0            | 31     |
| Thailand                | 0       | 0            | 31     |
| Serbien                 | 0       | 0            | 31     |
| Slovakien               | 0       | 0            | 28     |
| Slovenien               | 0       | 0            | 28     |
| Indonesien              | 0       | 0            | 26     |
| Marocko                 | 0       | 0            | 20     |
| Bangladesh              | 0       | 0            | 20     |
| Luxemburg               | 0       | 0            | 19     |
| Singapore               | 0       | 0            | 18     |
| Dominikanska republiken | 0       | 0            | 17     |
| Bolivia                 | 0       | 0            | 17     |
| Albanien                | 0       | 0            | 17     |
| Ukraina                 | 0       | 0            | 17     |
| Kirgizistan             | 0       | 0            | 17     |
| Litauen                 | 0       | 0            | 17     |
| Armenien                | 0       | 0            | 14     |
| Afghanistan             | 0       | 0            | 14     |
| Pakistan                | 0       | 0            | 13     |
| Costa Rica              | 0       | 0            | 13     |
| Irak                    | 0       | 0            | 13     |
| Ecuador                 | 0       | 0            | 12     |
| Montenegro              | 0       | 0            | 11     |
| Panama                  | 0       | 0            | 11     |
| Mongoliet               | 0       | 0            | 9      |
| Malaysia                | 0       | 0            | 9      |
| Azerbajdzjan            | 0       | 0            | 9      |
| Kenya                   | 0       | 0            | 9      |
| Kosovo                  | 0       | 0            | 9      |
| Paraguay                | 0       | 0            | 8      |
| Kamerun                 | 0       | 0            | 7      |
| Nya Zeeland             | 0       | 0            | 7      |
| Saudiarabien            | 0       | 0            | 7      |
| Senegal                 | 0       | 0            | 6      |
| Vitryssland             | 0       | 0            | 5      |
| Guatemala               | 0       | 0            | 4      |
| Etiopien                | 0       | 0            | 4      |
| Moldavien               | 0       | 0            | 4      |
| Malta                   | 0       | 0            | 4      |
| Tadzjikistan            | 0       | 0            | 3      |
| Tchad                   | 0       | 0            | 3      |
| Jemen                   | 0       | 0            | 3      |
| Haiti                   | 0       | 0            | 3      |
| Honduras                | 0       | 0            | 3      |
| Nigeria                 | 0       | 0            | 3      |
| Kuwait                  | 0       | 0            | 2      |
| Burkina Faso            | 0       | 0            | 2      |
| Tanzania                | 0       | 0            | 2      |
| Sri Lanka               | 0       | 0            | 2      |
| Grönland                | 0       | 0            | 2      |
| Kongo-Kinshasa          | 0       | 0            | 1      |
| Fiji                    | 0       | 0            | 1      |
| Laos                    | 0       | 0            | 1      |
| Moçambique              | 0       | 0            | 1      |
| Syrien                  | 0       | 0            | 1      |

Frankrike och Italien delar på en vinst för Farlig hamn.